# سیارک ۱۶۷۶۶
سیارک ۱۶۷۶۶ (به انگلیسی: 16766 Righi، نامگذاری:1996UP) شانزده هزار و هفتصد و شصت و ششمین سیارک کشف شده‌است که در ۱۸ اکتبر ۱۹۹۶ کشف شد.
قدر مطلق سیارک برابر ۱۳٫۴۰ است.